# Крива Бете-Слейтера

Крива Бете-Слейтера: хімічні елементи над горизонтальною віссю є феромагнетиками, нижче ціє осі — антиферомагнетиками.

Крива Бете-Слейтера — залежність енергії обмінної взаємодії від відношення міжатомної відстані до радіусу 3d-оболонки перехідних металів, що ілюструє, які з них є феромагнетиками, а які антиферомагнетиками. 
Якщо відстань між атомами в кристалічній ґратці металу мала, то спіни мають тенденцію спарюватися, і, як наслідок, утворюється антиферомагнетик. Якщо віддаль між сусідніми атомами більша, то спіни розташовуються паралельно, утворюючи феромагнетик. 
Залежність названа на честь Ганса Бете та Джона Слейтера.

## Виноски
1. ↑  John C. Slater: Cohesion in Monovalent Metals. Phys. Rev. 35 (1930) 509–529